# Ondřej Vaculík

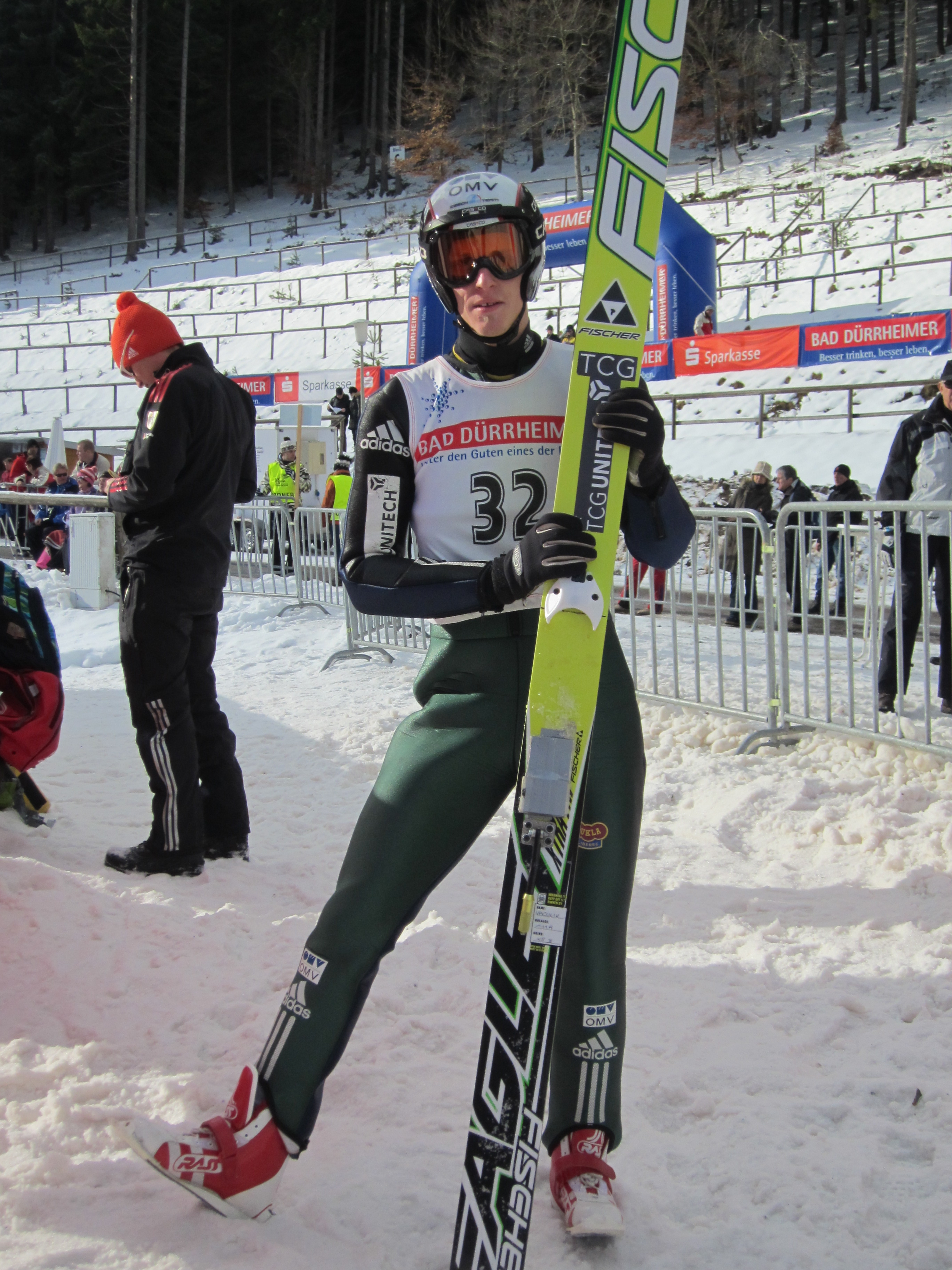
Ondřej Vaculík

Ondřej Vaculík, född 12 maj 1986 i Jilemnice i Liberec, är en tjeckisk backhoppare. Han representerar Dukla Liberec.

## Karriär
Ondřej Vaculík debuterade internationellt i kontinentalcupen (COC) i Lauscha i Tyskland 26 januari 2002. Han blev nummer 27 i sin första internationella tävling. Vaculík deltog i junior-VM 2003 i Sollefteå i Sverige och 2004 i Stryn i Norge. Som bäst, individuellt, blev han i Stryn där han slutade på en 39:e plats. Tjeckiska laget blev nummer 7 i båda lagtävlingarna.
Vaculík startade i sin första deltävling i världscupen i Ōkurayama-backen i Sapporo i Japan 22 januari 2006. Där blev han nummer 33. Ondřej Vaculík har växlat mellan tävlingar i världscupen, kontinentalcupen och FIS-Cupen men aldrig fått några riktigt bra resultat. Hans hittls bästa sammanlagtresultat i världscupen kom säsongen 2008/2009 då han blev nummer 62 totalt. Samma säsong blev han nummer 44 totalt i tysk-österrikiska backhopparveckan, hans bästa placering hittills i karriären.
Ondřej Vaculík deltog i OS 2006 i Turin i Italien. Där tävlade han i stora backen i Stadio del Trampolino i Pragelato. Han slutade på 45:e plats i den individuella tävlingen och 9:e plats i lagtävlingen tillsammans med lagkamraterna Jakub Janda, Borek Sedlák och Jan Matura.
Under Skid-VM 2007 i Sapporo startade Ondřej Vaculík endast i tävlingen i Miyanomori-backen (normalbacken). Han slutade på en 50:e plats (av 51 deltagare). I Skid-VM 2009, på hemmaplan i Liberec, tävlade han också endast i normalbacken i Ještěd och slutade på en 31:a plats.